# Percevaz
Percevaz (in croato: Prčevac) è un isolotto disabitato della Dalmazia settentrionale, in Croazia. Si trova a ovest di Sebenico e fa parte dell'omonimo arcipelago. Amministrativamente appartiene alla città di Sebenico, nella regione di Sebenico e Tenin.

## Geografia
Percevaz si trova nel canale di Capri (Kaprijski kanal), il tratto di mare che divide l'omonima isola da quella di Smolan. È situato 400 m a nord di punta Mendossa, detta anche Ostrizza (rt Oštrica), l'estremità nord-orientale di Capri, che chiude a est valle Mendossa o Mendoza (uvala Medoš). L'isolotto ha una forma arrotondata, una superficie di 0,072 km², uno sviluppo costiero di 0,99 km e un'altezza di 33 m.

## Isole adiacenti
- Isolotti Dupinici[9], scogli Otatociaz[5][6] o Ravina[4], due scogli arrotondati a sud-est:
  - Dupinich Piccolo[11] (Dupinić Mali), ha una superficie di 0,1 km²[1], uno sviluppo costiero di 0,38 km[1] e un'altezza di 8 m[2]. Si trova a 2 km[2] di distanza 43°42′40″N 15°42′42″E.
  - Dupinich Grande[12] (Dupinić Veli), ha una superficie di 0,16 km²[1], uno sviluppo costiero di 0,46 km[1] e un'altezza di 12 m[2]. Si trova 410 m[2] circa a sud di Dupinich Piccolo 43°42′23″N 15°42′48″E.

### Cartografia
- (HR) Mappa topografica della Croazia 1:25000, su preglednik.arkod.hr. URL consultato il 12 ottobre 2017.
- G. Giani, Carta prospettiva delle Comuni censuarie della Dalmazia, foglio 6, 1839. Fondo Miscellanea cartografica catastale, Archivio di Stato di Trieste.
- Carta di cabottaggio del mare Adriatico, foglio VII, Milano, Istituto geografico militare, 1822-1824. URL consultato il 12 ottobre 2017 (archiviato dall'url originale il 13 aprile 2013).